# Pennoù Skoulm
 (avril 2025).
Si vous disposez d'ouvrages ou d'articles de référence ou si vous connaissez des sites web de qualité traitant du thème abordé ici, merci de compléter l'article en donnant les références utiles à sa vérifiabilité et en les liant à la section « Notes et références ».
Pennoù Skoulm (en breton, Têtes de nœud) est un groupe de musiciens français, originaires de Bretagne.
Cette formation née en 1982 de la réunion entre les groupes Kornog et Gwerz. Elle propose une musique bretonne et celtique à danser et à écouter par l’utilisation non pas de bombardes, cornemuses bretonnes ou chant mais par une combinaison originale d’instruments.

## Histoire

### Création
Le groupe est fondé en 1989,.
Le nom du groupe est né à Carhaix ; en voyant l'affiche d'un Maurice Denœud, les musiciens décident de s'appeler les « Têtes de Nœuds ».
Pennoù Skoulm comprend Étienne Grandjean, Frédéric Lambierge (accordéon diatonique), Patrice Quéré, Fañch Landreau, Pierre Stéphan (violon), Hervé Guillo (flûte traversière), Gilles Le Bigot, Yvon Riou (guitare), Jamie Mc Menemy (bouzouki).

### Début de carrière
Le groupe collabore avec Soïg Sibéril, les accordéonistes Alain Pennec, Frédéric Lambierge (remplaçants d’Étienne), les violonistes Patrice Quéré, Fañch Landreau ou Pierre Stéphan, Hervé Guillo (flûte traversière), Yvon Riou (guitare), Jamie McMenemy (bouzouki)[réf. nécessaire].
Ils font leur premier fest-deiz le 26 septembre 1982 au cabaret "Le Seizh Awel" à Berhet, dans le Trégor.
Le premier disque de Pennoù Skoulm, Fest-noz, sort en 1990, puis en 1994. Soïg Sibéril laisse sa place à Nicolas Quémener. Le groupe fait ensuite une longue pause dans les années 1990.
En 2000, ils jouent à Paris avec le violoniste Didier Lockwood et en 2008, ils font une tournée en Bretagne.
Trinkañ, leur second album, sort en 2009 et propose des compositions, des adaptations d’airs traditionnels du répertoire chanté, des suites, polkas, ridées, plinn, an dro.
Y participent : Jacky Molard (violon, alto, petite guitare), Christian Lemaître (violon), Jean-Michel Veillon (flûte traversière, D low whistle), Ronan le Bars (uillean pipes, C low whistle), Nicolas Quémener (guitare). Ils invitent également Andy Irvine (mandole, mandoline), cofondateur de Planxty, Patrick Street... Le groupe joue au Celtic Festival of Chicago, Les Irlandays, Gooikoorts Festival, Festival of Avilès, Olot Festival Internacional de la Cornamusa, au Festival interceltique de Lorient 2010 (avec Andy Irvine), au Celtic Connections Festival de Glasgow en 2010 et 2015.

### Depuis 2016
En 2016, Pennoù Skoulm rejoint Kornog sous le nom Breton Blend afin de réaliser une tournée commune (Celtic Connections en janvier 2016, Vieilles Charrues, Interceltique de Lorient 2019...).

## Discographie
- 1990 : Pennoù Skoulm Fest-noz (Escalibur, Coop Breizh)
- 2009 : Trinkañ (Innacor[19], Ton All produksion)